# Ван Аш, Анри
Анри ван Аш (нидерл. Henri Van Assche, 30 августа 1774[…], Брюссель — 10 апреля 1841[…], Брюссель) — фламандский художник из Брюсселя. Известен своими пейзажами.

## Биография

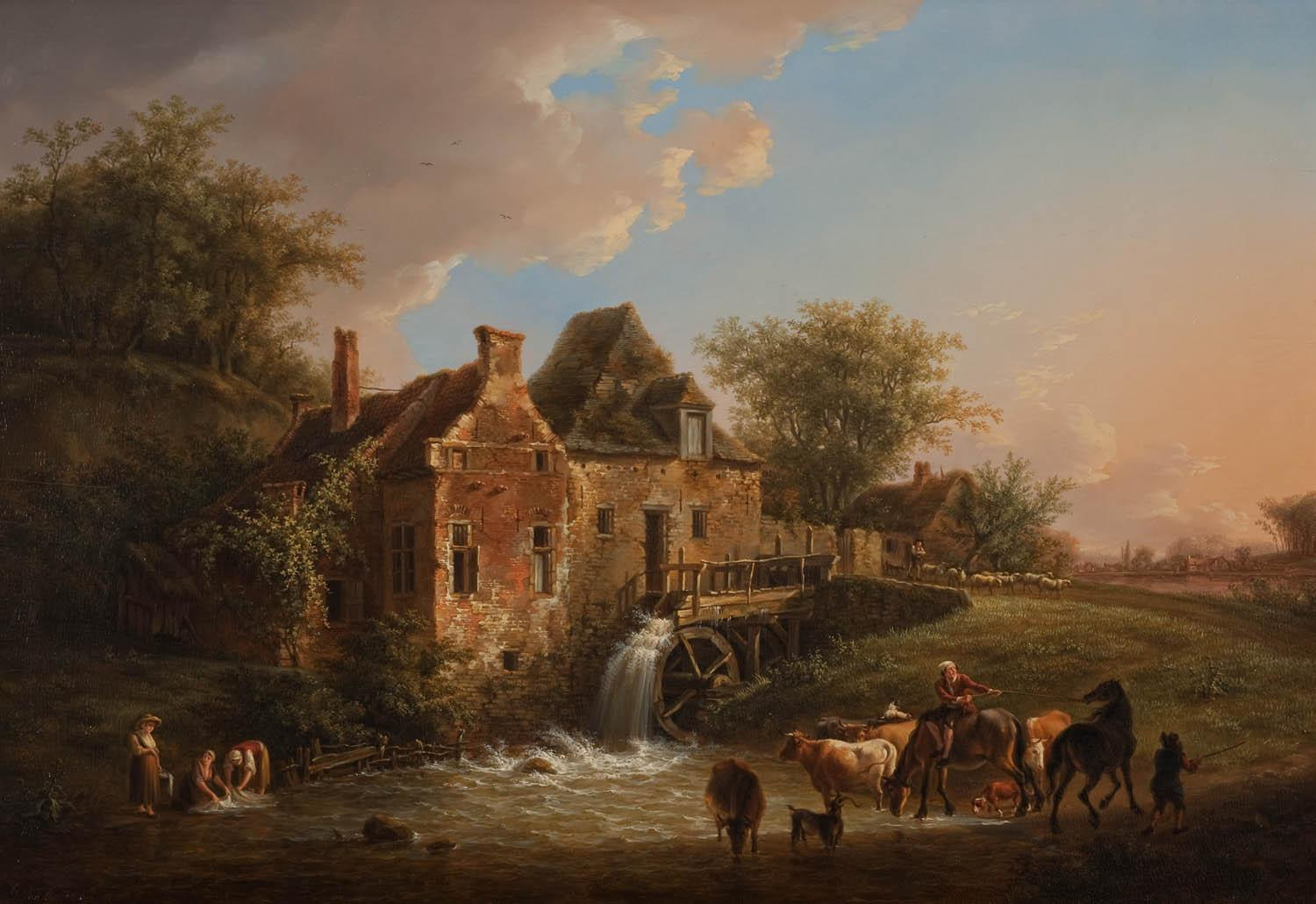
Пейзаж с мельницей и фермой, 1806 г.

Ван Аш родился 30 августа 1774 года в Брюсселе, в приходе Сен-Жери. Он был сыном Жозефа Франсуа Аша, известного пивовара и художника-любителя, и Анны Терезы ван ден Бранде.
Учился живописи сначала у своего отца, а затем у Жана Батиста де Роя. Выставлял свои работы на Гентском салоне.
Ван Аш был членом Общества художников, скульпторов и архитекторов Брюсселя. Много путешествовал по Швейцарии и Италии. Его племянницей и ученицей была художница-пейзажистка Изабель Катрин ван Аш (1794—1875).
Скончался ван Аш в 1841 году в Брюсселе.

## Галерея

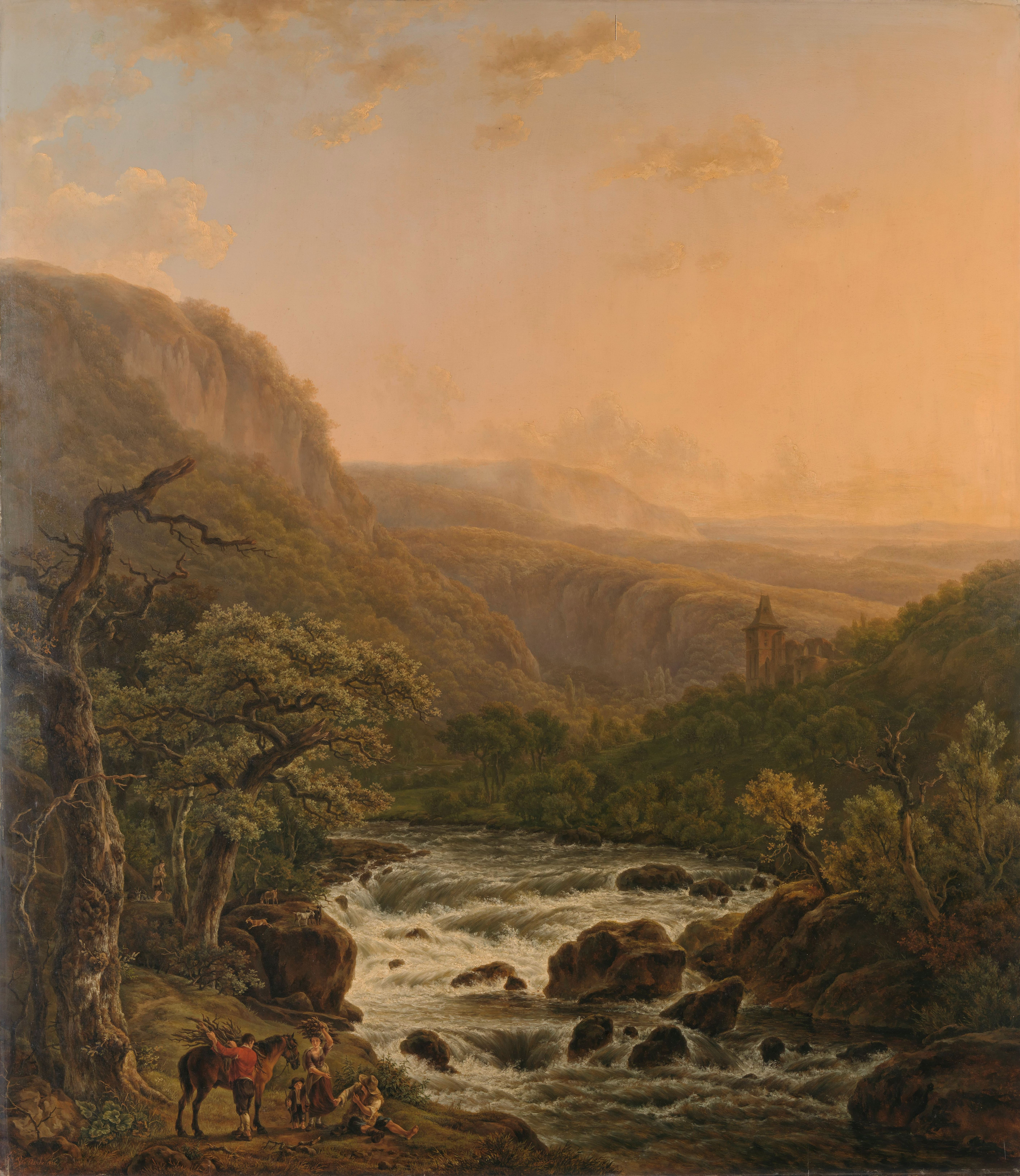
Река в Арденнах летним вечером, 1821, Рейксмюсеум, Амстердам
Молния, 1806, Королевский музей изящных искусств, Антверпен
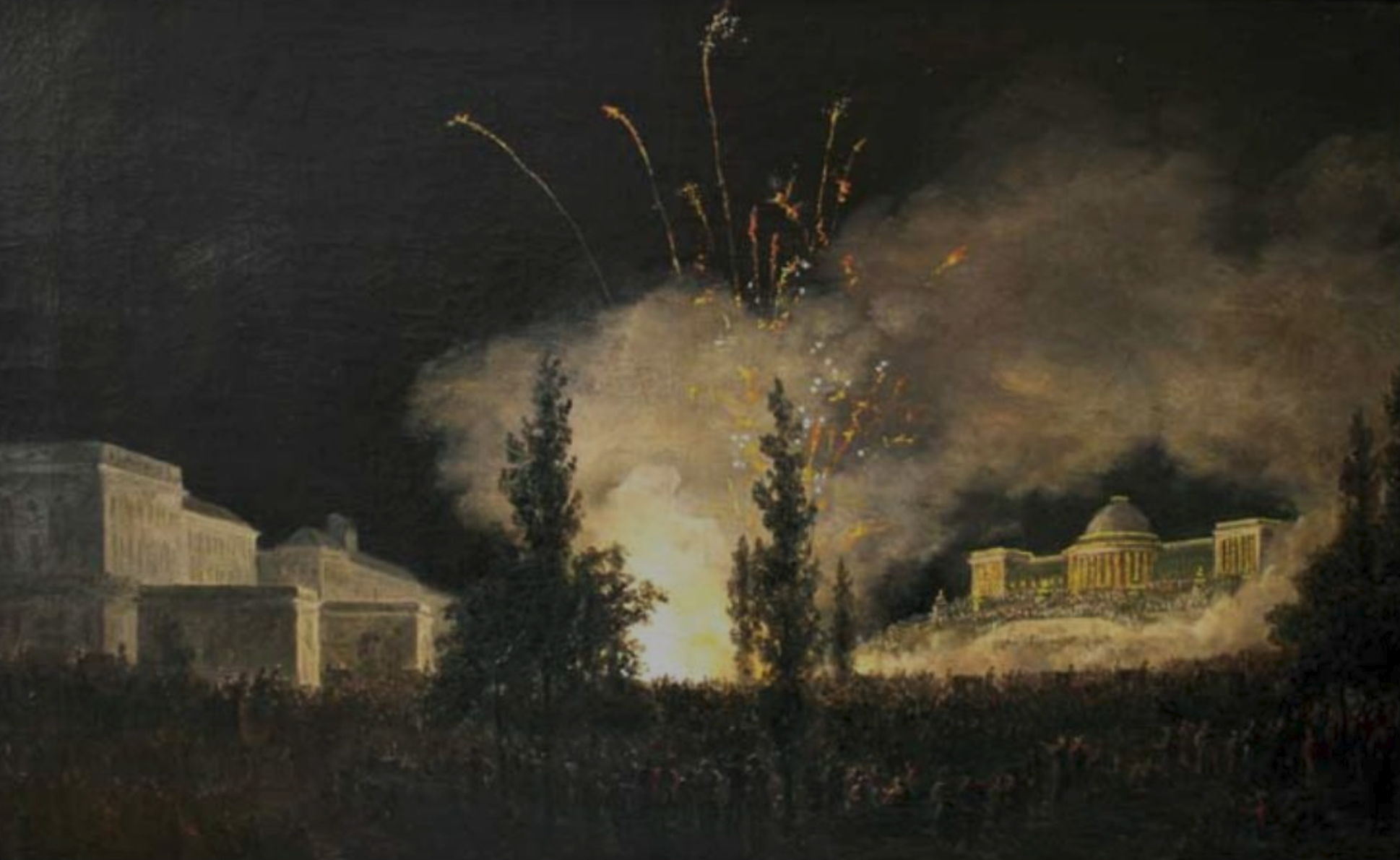
Фейерверк в честь открытия Ботанического сада в Брюсселе, 1829